# セバスチャン・サルガド
セバスチャン・サルガド（Sebastião Salgado、 1944年2月8日 - 2025年5月23日）は、ブラジル・ミナスジェライス州出身の写真家。ドキュメンタリー写真・報道写真の分野で活動する。セバスティアン・サルガードと記載されることもある。

## 経歴
1944年、ブラジルに生まれる。父親はリオ・ドーセという峡谷で農園を経営していた。15歳の時にエスピリト・サント州のヴィトリアの高校に進学し、フランス文化普及協会の事務所で働きながら高校を卒業した。大学では法学部に進み、20歳の時にフランス文化普及協会で3歳年下の妻レリアと出会う。
1967年、レリアと結婚すると、すぐにサンパウロ大学の経済学の修士課程に進学。修士課程では軍事政権に反対する学生運動に身を投じた。
1969年8月、両親を亡くした妻レリアとともにフランスに移住。パリにたどり着いた二人は、サルガドは博士課程に進学、レリアは国立美術学校で建築学科に入学し、シトロエン2CVを購入してフランス各地をまわった。またブラジルの反政府運動とも引き続き関わりを持ち、フランスに逃れてきた運動家の支援を行った。
1970年、建築の勉強をしていたレリアがジュネーヴでペンタックスSPとタクマー50mmF1.4レンズを購入したことをきっかけに、サルガドは写真にのめり込む。1971年、ロンドンに移住して国際コーヒー機構（International Coffee Organization)の職員となる。世界銀行とFAOの事業にコンサルタントとして参加し、ルワンダ、コンゴ、ウガンダ、ケニヤで農業経営の指導に従事し、ルワンダでは茶葉栽培の導入プロジェクトにも関わった。
1973年、アフリカでの仕事の合間に撮影していた写真を本格的に追求するため、ICOを辞職。パリに戻り、フリーランスのフォトジャーナリストとして活動を始める。当初は妻レリアが建築事務所で働き家計を支えたが、同年にニジェールで撮影した作品がフランスのカトリック系有力NGOであるCCFDのポスターに採用され、サルガドはフォトジャーナリストとして認められる。この時の収入でサルガドはライカを購入し、現在まで使用している。
当初、サルガドはシグマという通信社に所属していたが、1975年にガンマに移籍。1979年からマグナム・フォトに所属した。
1982年には、ラテン・アメリカを撮影したシリーズにより、ユージン・スミス賞を受賞。
1984年には写真集「Other America」でPrix de la Ville de Paris et Kodakを受賞。同年、サブサハラの干魃の取材を開始。1985年にワールドプレスフォトアワード受賞。1986年には写真集『サヘル：苦境にある人間』を発表。1988年にはこれを再編集し『サヘル：道の終わり』を発表。
1986年、サブサハラ取材を終え、グローバル化によって変質する鉱工業の現場を取材するプロジェクトを開始。この取材は1991年まで続き、写真集『人間の大地　労働』として1993年にまとめられた。
次にサルガドが取り組んだのは、移民や難民の問題で、これは1993年から6年間のプロジェクトとなり、2000年に2冊の写真集『Exodus』『Les Enfants de l'exode』として発表された。またこの間の1994年、マグナムから離れ、自身の制作会社アマゾナス・イメージズを設立。この背景には、マグナムに所属する写真家を活動領域によってグループ化すべきという提案が受け入れられなかったことがある。
1999年、父親の農園跡への植林プロジェクトを開始。これは大地学院と名付けられた。
2002年には大地学院から派生して、世界各地の美しい自然を撮影するプロジェクトの構想が始まり、2004年から2012年にかけて「Genesis」と名付けられた32本のフォトルポルタージュを制作した。この成果は2013年に写真集『Genesis』としてまとめられた。
2014年、サルガドに焦点を当てたドキュメンタリー映画が完成し、2015年に日本でも『セバスチャン・サルガド---地球へのラブレター』（英文題名：The Salt of the Earth）として上映。2019年ドイツ書籍協会平和賞受賞。
2025年5月23日、白血病によりフランス・パリで死去。81歳没。白血病について、2010年にジェネシスプロジェクト撮影中にインドネシアでマラリアに感染、合併症が進行し重度の白血病を発症した。

## 使用機材
初期はペンタックスSPを使用。その後、2003年までライカとコダックのトライX400を使用。2004年から2008年まではペンタックス645とトライXパン320を使用。
しかしニューヨークの同時多発テロ（いわゆる9.11）によって空港のセキュリティチェックが厳重化された結果、銀塩フィルムの輸送が著しく困難になり、2008年にキヤノンがEOS-1D mk.IIIを貸与したのを機に、デジタルカメラに移行。プリントはデジタルデータから4×5サイズのモノクロのネガを作り、それを用いてプリントするという手法を採用している。

## 文献
1. ↑  セバスチャン・サルガド、イザベル・フランク『わたしの土地から大地へ』河出書房新社2015年、22-40ページ
2. ↑  サルガド前掲書、41-52ページ
3. ↑  公式ウェブサイト
4. ↑  サルガド前掲書、87ページ
5. ↑  “Sebastião Salgado (1944 - 2025) - Morre Sebastião Salgado, o maior fotógrafo do Brasil e um dos maiores da história” (ポルトガル語). Folha de S.Paulo (2025年5月23日). 2025年5月23日閲覧。
6. ↑  サルガド前掲書、167-171ページ